# Ravenna (Nebraska)
Pour les articles homonymes, voir Ravenna.
La ville américaine de Ravenna est située dans le comté de Buffalo, dans l’État du Nebraska. Lors du recensement de 2010, elle comptait 1 360 habitants.

## Source
- (en) Cet article est partiellement ou en totalité issu de l’article de Wikipédia en anglais intitulé « Ravenna, Nebraska » (voir la liste des auteurs).